# Ганьло
Ганьло́ (кит. упр. 甘洛, пиньинь Gānluò) — уезд Ляншань-Ийского автономного округа провинции Сычуань (КНР). Название уезда является китайской транслитерацией тибетского слова.

## История
В 1956 году в составе Ляншань-Ийского автономного округа был образован уезд Сягэ (呷咯县). В 1959 году китайское написание названия уезда было изменено на «Ганьло».

## Административное деление
Уезд Ганьло делится на 7 посёлков и 21 волость.